# جرالدین پیج
جرالدین سو پیج (به انگلیسی: Geraldine Sue Page، ۲۲ نوامبر ۱۹۲۴ – ۱۳ ژوئن ۱۹۸۷) بازیگر آمریکایی بود. پیج با حرفه‌ای که چهار دهه در سینما، تلویزیون و تئاتر به طول انجامید، جوایز گوناگونی را دریافت کرد، مثلاً یک جایزه اسکار، یک جایزه بفتا، دو جایزه امی ساعات پربیننده و دو جایزه گلدن گلوب؛ وی چهار بار هم نامزد جایزه تونی شد.
پیج که از اهالی شهر کرکسویل در ایالت میزوری بود، در مؤسسه هنر شیکاگو زیر نظر یوتا هیگن و لی استراسبرگ در نیویورک تحصیل کرد؛ پس از فارغ‌التحصیلی، وی در فیلم وسترن هوندو (۱۹۵۳) به نقش‌آفرینی پرداخت، این نخستین باری بود که نام پیج در تیتراژ یک فیلم ذکر می‌شد، او به خاطر بازی در این فیلم برای نخستین بار نامزد یک اسکار برای بهترین بازیگر نقش مکمل زن شد. در دورهٔ مک‌کارتیسم، او در فهرست سیاه هالیوود قرار گرفت چون با هیگن ارتباط داشت و به مدت هشت سال، در فیلم‌ها حضور نیافت. پیج به حضور در تلویزیون و تئاتر ادامه داد و برای نخستین بار، به خاطر اجرایش در پرنده شیرین جوانی (‎۱۹۵۹–۶۰) نامزد جایزهٔ تونی شد، او همین نقش را در اقتباس سینمایی ۱۹۶۲ آن تکرار کرد و برای دومی هم برندهٔ یک گلدن گلوب شد.
او برای نقش‌هایش در تابستان و دود (۱۹۶۱) (یک جایزه گلدن گلوب بهترین بازیگر زن – فیلم درام دیگر)، تو اکنون یک پسر بزرگی (۱۹۶۶) و پیت و تیلی (۱۹۷۲) چند بار نامزد جایزهٔ اسکار شد و در ادامه، برای اجرایش در نمایش آدم پوچ فوق‌العاده (‎۱۹۷۴–۷۵) هم نامزد جایزهٔ تونی شد. از حضور او در فیلم‌های دیگر آن هنگام، می‌توان به فیلم‌های تریلر چه بر سر عمه آلیس آمد؟ (۱۹۶۹) مقابل روث گوردون و فریب‌خورده (۱۹۷۱) مقابل کلینت ایستوود اشاره کرد. در ۱۹۷۷، او صداپیشهٔ مادام مدوسا در نجات‌دهندگان از والت دیزنی شد و در ادامه، نقشی را در صحنه‌های داخلی (۱۹۷۸) به کارگردانی وودی آلن ایفا کرد، که برای آن برندهٔ جایزه بفتای بهترین بازیگر نقش مکمل زن شد.
پس از ورود پیج به تالار مشاهیر تئاتر آمریکا برای آثار نمایشی‌اش در ۱۹۷۹، وی با ایفای نقش اصلی در اگنس یزدان (۱۹۸۲)، که برایش سومین نامزدی تونی‌اش را به ارمغان آورد، به برادوی بازگشت. پیج برای نقش‌هایش در فیلم‌های پاپ روستای گرینویچ (۱۹۸۴) و سفر به بانتی‌فول (۱۹۸۵) نامزد جایزهٔ اسکار شد، که برای دومی برندهٔ جایزه اسکار بهترین بازیگر زن شد. پیج در ۱۹۸۷ میان تولید نمایش برادوی روح ملایم در نیویورک درگذشت، که به خاطرش برای بار چهارم نامزد تونی شد.

## آثار

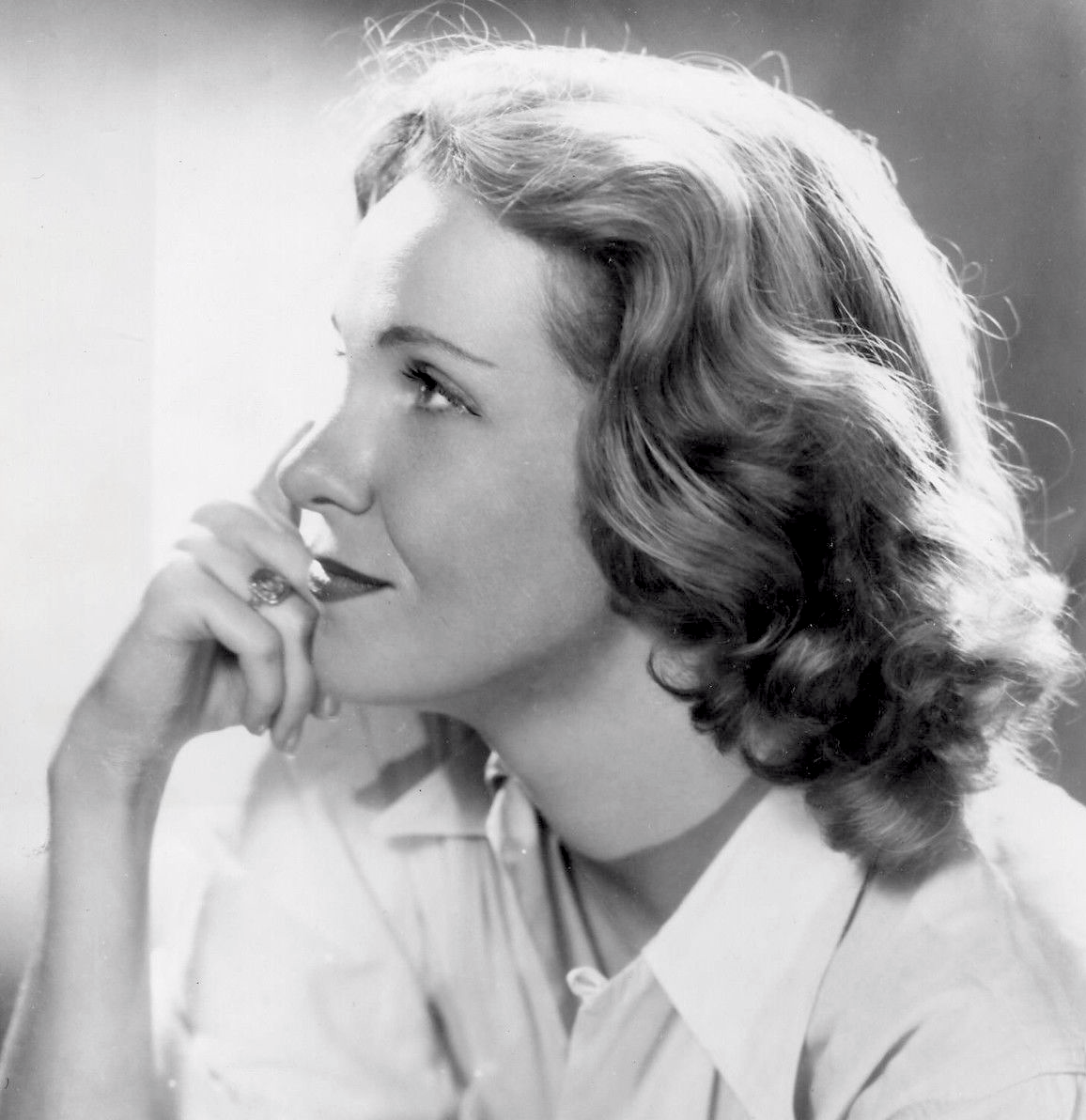
جرالدین پیج c. دههٔ ۱۹۵۰

### روی صفحهٔ نمایش

#### فیلم
| سال  | عنوان                           | نقش               | کارگردان(ها)                            | یادداشت                    | منبع  |
| ---- | ------------------------------- | ----------------- | --------------------------------------- | -------------------------- | ----- |
| ۱۹۵۳ | تاکسی                           | فلورانس آلبرت     | گرگوری راتوف                            | عدم نمایش نام در تیتراژ    | [ ۱ ] |
| ۱۹۵۳ | هوندو                           | انجی لو           | جان فارو                                |                            | [ ۲ ] |
| ۱۹۶۱ | تابستان و دود                   | آلما واین‌میلر     | پیتر گلنویل                             |                            | [ ۲ ] |
| ۱۹۶۲ | پرنده شیرین جوانی               | آلکساندرا دل لاگو | ریچارد بروکس                            |                            | [ ۲ ] |
| ۱۹۶۳ | اسباب‌بازی‌های زیرشیروانی         | کری برنیرز        | جرج روی هیل                             |                            | [ ۲ ] |
| ۱۹۶۴ | عزیز دل                         | ایوی جکسون        | دلبرت من                                |                            | [ ۲ ] |
| ۱۹۶۶ | تو اکنون یک پسر بزرگی           | مارگارت شانتیکلیر | فرانسیس فورد کوپولا                     |                            | [ ۲ ] |
| ۱۹۶۶ | سه خواهر                        | اولگا             | پال بوگارت                              |                            | [ ۳ ] |
| ۱۹۶۷ | فرزند دوشنبه                    | کارول ریچاردسون   | لئوپولدو توره نیلسون                    |                            | [ ۴ ] |
| ۱۹۶۷ | شادترین میلیونر                 | خانم دوک          | نورمن توکار                             |                            | [ ۳ ] |
| ۱۹۶۹ | چه بر سر عمه آلیس آمد؟          | کلر مربل          | لی اچ. کتزن                             |                            | [ ۲ ] |
| ۱۹۶۹ | سه‌گانه                          | سوک               | فرانک پری                               | بخش: «یک خاطره کریسمس»     | [ ۲ ] |
| ۱۹۷۱ | فریب‌خورده                       | مارتا فارنسورث    | دان سیگل                                |                            | [ ۵ ] |
| ۱۹۷۱ | جی. دابلیو. کوپ                 | مادر              | کلیف رابرتسون                           |                            | [ ۵ ] |
| ۱۹۷۲ | پیت و تیلی                      | گرترود ویلسون     | مارتین ریت                              |                            | [ ۵ ] |
| ۱۹۷۳ | شاد به سبزی چمن                 | آنا ویتمر         | چارلز دیویس                             |                            | [ ۲ ] |
| ۱۹۷۵ | روز اقاقیا                      | خواهر بزرگ        | جان شلزینجر                             |                            | [ ۲ ] |
| ۱۹۷۷ | رفتار ناشایست                   | خواهر والبورگا    | مایکل لیندزی-هاگ                        |                            | [ ۲ ] |
| ۱۹۷۷ | نجات‌دهندگان                     | مادام مدوسا       | ولفگانگ رایترمن جان لانزبری آرت استیونز | صداپیشگی                   | [ ۲ ] |
| ۱۹۷۸ | صحنه‌های داخلی                   | ایو               | وودی آلن                                |                            | [ ۲ ] |
| ۱۹۸۱ | جنگ هری                         | بورلی پین         | کیت مریل                                |                            | [ ۲ ] |
| ۱۹۸۱ | بزرگراه هانکی تانک              | خواهر مری کلارایس | جان شلزینجر                             |                            | [ ۲ ] |
| ۱۹۸۲ | دارم به سرعتی که می‌توانم می‌رقصم | جین اسکات مارتین  | جک هافسیس                               |                            | [ ۲ ] |
| ۱۹۸۴ | پاپ روستای گرینویچ              | خانم ریتر         | استوارت روزنبرگ                         |                            | [ ۶ ] |
| ۱۹۸۵ | عروس                            | خانم باومن        | فرانک رودام                             |                            | [ ۲ ] |
| ۱۹۸۵ | دیوارهایی از شیشه               | مادر              | اسکات دی. گلدستاین                      |                            | [ ۲ ] |
| ۱۹۸۵ | شب‌های روشن                      | آن وایت           | تیلور هاکفورد                           |                            | [ ۲ ] |
| ۱۹۸۵ | سفر به بانتی‌فول                 | خانم واتس         | پیتر مسترسن                             |                            | [ ۲ ] |
| ۱۹۸۶ | دختر کوچک من                    | مولی              | کانی کایزرمن                            |                            | [ ۲ ] |
| ۱۹۸۶ | پسر بومی                        | پگی               | جرنولد فریدمن                           |                            | [ ۲ ] |
| ۱۹۸۷ | سواران به سوی دریا              | مایورا            | رونان اولری                             | (واپسین نقش‌آفرینی در فیلم) | [ ۷ ] |

### آثار یادشده
- Banham, Martin (1995). The Cambridge Guide to Theatre. Cambridge: Cambridge University Press. ISBN 978-0-521-43437-9.
- Carroll, Joseph (2013). "Geraldine Page".  In Senelick, Laurence (ed.). Theatre Arts on Acting. Routledge. ISBN 978-1-134-72375-1.
- Christensen, Lawrence O.; Foley, William E.; Kremer, Gary (1999). Dictionary of Missouri Biography. Columbia, Missouri: University of Missouri Press. ISBN 978-0-826-26016-1.
- Liebman, Roy (2017). Broadway Actors in Films, 1894–2015. Jefferson, North Caroline: McFarland. ISBN 978-1-476-62615-4.
- Muir, John Kenneth (2001). Terror Television: American Series, 1970-1999. Jefferson, North Carolina: McFarland. ISBN 978-0-786-40890-0.
- Nathan, George J. (1974).  Angoff, Charles (ed.). The Theatre Book of the Year, 1945-1946. Farleigh Dickinson University Press. ISBN 978-0-838-61174-6.
- Pugh, Tison (2014). Truman Capote: A Literary Life at the Movies. Athens, Georgia: University of Georgia Press. ISBN 978-0-820-34709-7.
- Thise, Mark (2008). Hollywood Winners & Losers A to Z. Wisconsin: Hal Leonard Corporation. ISBN 978-0-879-10351-4.
- Botto, Louis; Mitchell, Brian Stokes (2002). At This Theatre: 100 Years of Broadway Shows, Stories and Stars. New York; Milwaukee, WI: Applause Theatre & Cinema Books/Playbill. ISBN 978-1-55783-566-6.
- Cosgrave, Bronwyn (2008). Made For Each Other: Fashion and the Academy Awards. New York: Bloomsbury USA. ISBN 978-1-596-91752-1. OCLC 947057508.
- Crystal, David (2007). The Penguin Factfinder (Third ed.). New York: Penguin. ISBN 978-0-141-02622-0. OCLC 76935604.
- Heintzelman, Greta; Howard, Alycia Smith (2014). Critical Companion to Tennessee Williams. New York: Infobase Publishing. ISBN 978-1-438-10856-8. OCLC 882540789.
- Hischak, Thomas S. (2012). American Literature on Stage and Screen: 525 Works and Their Adaptations. Jefferson, North Carolina: McFarland. ISBN 978-0-786-49279-4. OCLC 806205216.
- Krauss, Kenneth (2014). Male Beauty: Postwar Masculinity in Theater, Film, and Physique Magazines. Albany, New York: SUNY Press. ISBN 978-1-438-45001-8. OCLC 908745819.
- Porter, Darwin (2006). Brando Unzipped. Staten Island: Blood Moon Productions, Ltd. ISBN 978-0-974-81182-6. OCLC 224252793.
- Quinlan, David (1987). Wicked Women of the Screen. London: Batsford. ISBN 978-0-713-45305-8. OCLC 906521157.
- Schechner, Richard (1964). "The Bottomess Cup: An interview with Geraldine Page". TDR. New Orleans. 9 (2): 114–30. JSTOR 1125105.
- Silver, Alain (1995). What Ever Happened to Robert Aldrich?: His Life and His Films. New York: Limelight Ed. ISBN 978-1-617-80165-5. OCLC 243831753.
- Sterritt, David (2014). The Cinema of Clint Eastwood: Chronicles of America. New York: Columbia University Press. ISBN 978-0-231-17201-1. OCLC 967256152.
- Walter, Georgia (1992). The First School of Osteopathic Medicine. Kirksville, Missouri: Thomas Jefferson University Press. ISBN 978-0-943-54908-8. OCLC 34195261.